# Альфред Науйокс
Альфред Гельмут Науйокс (нім. Alfred Helmut Naujocks; 20 вересня 1911, Кіль — 4 квітня 1966, Гамбург) — штурмбаннфюрер СС, співробітник СД.
Псевдоніми — Ганс Мюллер (нім. Hans Müller), Альфред Бонсен (нім. Alfred Bonsen), Рудольф Мьоберт (нім. Rudolf Möbert).

## Біографія

### Довоєнні роки
Біографічні дані про Науйокса нечисленні. Уродженець Кіля, навчався в Кільському університеті на інженера, навчання не закінчив. Працював механіком і зварником, в 1931 році познайомився з Рейнгардом Гейдріхом і вступив в СС, з 1934 року працював водієм для Східного регіонального командування СД.
23 січня 1935 Науйокс очолив атаку на антинімецьку радіостанцію в селі Загорджі під Прагою. В ході нападу було вбито активіста штрассеріанського Чорного фронту Рудольфа Форміса, в чому Науйокс зізнався тільки в 1944 році на допиті у американців. Восени 1937 року Науйокс був підвищений до звання гауптштурмфюрера СС, а в 1938 році до штурмбаннфюрера.

### Друга світова війна
10 серпня 1939 Рейнхард Гейдріх поставив Альфреда Науйокса, керівника групи VI-F (технічні питання), на чолі секретної операції по інсценуванні нападу на Гляйвіцьку радіостанцію. Операція була проведена ввечері 31 серпня, безпосередньо перед вторгненням вермахту в Польщу. Захопивши радіостанцію, нападники звернулися до слухачів польською мовою, закликавши поляків до повстання. Для більшої правдоподібності гестапо доставило сюди ж декількох в'язнів концтабору Дахау, яких переодягли в польську форму, розстріляли і залишили в лісі, де їх потім виявила місцева поліція. Інсценування нападу мало на меті покласти провину за початок війни на польську сторону.
8 листопада 1939 Науйокс, який командував підрозділом СС, разом з Вальтером Шелленбергом захопив в голландському Венло в полон двох співробітників британської розвідки SIS: Сигізмунда Пейн-Беста (капітан) і Річарда Генрі Стівенса. Продовжив свою діяльність в Нідерландах і Бельгії під час Французької кампанії, командуючи диверсійним загоном СС. Вже потім він розробив операцію «Бернгард» з виробництва і закидання фальшивих фунтів стерлінгів до Великої Британії для дестабілізації її фінансової системи. У 1941 році він покинув СД після серйозного порушення дисципліни і непокори наказу Гейдріха і був відправлений у війська СС на радянсько-німецький фронт, де був поранений. У 1943 році він повернувся на Західний фронт і став працювати у військовій адміністрації Бельгії, пізніше працював в Данії.
Будучи керівником на окупаційних землях Бельгії, Науйокс сумно прославився полюванням за діячами Руху Опору, убивши кількох із них. З грудня 1943 по осінь 1944 року він служив в окупованій Данії, де влаштовував теракти і напади на цивільне населення. Керував так званою каральною «групою Петера», брав участь у вбивстві лютеранського священика Кая Мунка. Пізніше Науйокс змістили з посади, а на його місце був призначений гауптштурмфюрер СС Отто Олександр Фрідріх Швердт. 19 жовтня 1944 Науйокс потрапив в полон до американців. Його відразу посадили під арешт як можливого військового злочинця.

### Після втечі
Альфред Науйокс виступав в якості свідка на Нюрнберзькому процесі, на якому підтвердив, що події в Глейвіці відбувалися під безпосереднім керівництвом Гейдріха і Мюллера. У 1946 році втік з табору для військовополонених, але був знову заарештований і екстрадований в Данію в 1947 році, де був засуджений і вийшов на свободу в 1950 році. Імовірно, був одним з керівників організації колишніх членів СС ODESSA, яка займалася переправленням нацистів в країни Латинської Америки. Для прикриття він займався бізнесом в Гамбурзі, де оселився в 1952 році. Опублікував мемуари «Людина, яка почала війну». Помер 4 квітня 1966 року (в літературі помилково називаються 1960 або 1968 роки).

## Нагороди[2]
- Цивільний знак СС (1 серпня 1931)
- Залізний хрест 2-го і 1-го класу (12 листопада 1939) — отримав 2 нагороди одночасно за заслуги в секретній операції СД (Інцидент у Венло); вручені особисто Адольфом Гітлером.

### Російськомовна
- «Фашизм и антифашизм. Энциклопедия» М.: «Терра», 2008; Залесский К. А. «Охранные отряды нацизма. Полная энциклопедия СС». М.: «Вече», 2009.

### Англомовна
- Ailsby, Christopher. The Third Reich Day by Day. — Zenith Imprint, 2001. — ISBN 0-7603-1167-6.
- Benz, Wolfgang (2007). A Concise History of the Third Reich. Berkeley, CA: University of California Press. ISBN 978-0-520-25383-4
- Mallmann Showell, Jak P. (2009). Enigma U-Boats, revised edition, page 166.
- Shirer, William L. 1990 [1959]. The Rise and Fall of the Third Reich. New York: MJF Books. ISBN 978-0-8317-7404-2
- Weale, Adrian. The SS: A New History. — London : Little, Brown, 2010. — ISBN 978-1408703045.

### Німецькомовна
- Florian Altenhöner: Der Mann, der den 2. Weltkrieg begann. Alfred Naujocks: Fälscher, Mörder, Terrorist. Prospero Verlag, Münster / Berlin 2010, ISBN 978-3-941688-10-0.
- Shraga Elam: Hitlers Fälscher. Wie jüdische, amerikanische und Schweizer Agenten der SS beim Falschgeldwaschen halfen. Wien 2000.
- Franz Menges: Naujocks, Alfred. In: Neue Deutsche Biographie (NDB). Band 18, Duncker & Humblot, Berlin 1997, ISBN 3-428-00199-0, S. 762 f. (Digitalisat).
- Günter Peis: The Man Who Started The War. London 1960.
- Jürgen Runzheimer: Die Grenzzwischenfälle am Abend vor dem deutschen Angriff auf Polen. In: Wolfgang Benz, Hermann Graml, (Hrsg.): Sommer 1939. Die Großmächte und der europäische Krieg. Stuttgart 1979, S. 107—147.
- Alfred Spieß, Heiner Lichtenstein: Unternehmen Tannenberg. Der Anlaß zum Zweiten Weltkrieg., Frankfurt a. M. 1989.